# Discographie de Tool
 La discographie de Tool se compose de cinq albums de studio, un album de compilation, deux EP, quatre albums de vidéos, treize singles et huit vidéoclips. 
Tool est fondé en 1990 par le chanteur Maynard James Keenan et le guitariste Adam Jones ensuite rejoint par le batteur Danny Carey et le bassiste Paul D'Amour. Un EP démo appelé "72826" est publié en 1991. Bien que les démos soient généralement destinées aux seuls labels de disques, le groupe, très satisfait de la leur, en vend des copies à ses fans. Tool signe chez Zoo Entertainment à peine trois mois plus tard et publie son premier EP de studio, Opiate, en mars 1992. Il sort son premier album, Undertow, en avril 1993. L'album est certifié double platine par la RIAA (Association de l'industrie de l'enregistrement) en 2001. 
En septembre 1995, peu de temps après son entrée en studio pour enregistrer son deuxième album, le groupe connaît son seul changement de formation à ce jour : le bassiste Paul D'Amour se sépare du groupe à l'amiable afin de poursuivre d'autres projets. Il est remplacé par Justin Chancellor et l'enregistrement reprend. En octobre 1996, la sortie de Ænima marque le début de ventes importantes pour le groupe. Ce disque est certifié triple disque de platine par la RIAA en 2003 Le deuxième single de l'album, « Aenema », remporte le Grammy Award de la meilleure prestation metal en 1998. Après différentes batailles juridiques avec son label, le groupe fait une pause. Tool revient en mai 2001 avec la sortie de Lateralus. L'album atteint la première place du classement US Billboard 200 dès sa première semaine et est certifié double platine en août 2005. Le premier single, "Schism", remporte le Grammy Award de la meilleure performance métal en 2002. Après à nouveau cinq années d'attente, 10,000 Days sort en mai 2006. L’album se vend à 564 000 exemplaires lors de sa semaine de lancement aux États-Unis et se place d'entrée au premier rang du Billboard 200. L’album remporte un Grammy Award pour le meilleur packaging d'enregistrement en 2007.   
Fear Inoculum
Fear Inoculum est le cinquième album studio du groupe de rock américain Tool. Il est sorti le 30 août 2019 via Tool Dissectional, Volcano Entertainment et RCA Records. Il s'agit du premier album du groupe en 13 ans, en raison de problèmes créatifs, personnels et juridiques rencontrés par les membres du groupe depuis la sortie de 10,000 Days. L'album a été acclamé par la critique, les critiques convenant généralement que le groupe avait réussi à affiner leur son établi. L'album est en tête du palmarès des 200 albums américains du Billboard, leur troisième album consécutif à le faire, avec plus de 270 000 unités équivalentes à un album. L'album a également dépassé cinq autres palmarès d'albums nationaux au cours de sa semaine d'ouverture.[Quoi ?]
Le groupe était resté silencieux au cours des années précédentes, le site Web du groupe annonçant seulement que le guitariste Adam Jones, le bassiste Justin Chancellor et le batteur Danny Carey travaillaient sur du matériel instrumental tandis que Keenan concentrait ses efforts sur Puscifer. L'approche était cohérente avec ce que le groupe avait fait dans le passé, Keenan attendant d'écrire la voix et les paroles jusqu'à ce que les parties instrumentales soient terminées. En 2012, le site Web du groupe a été mis à jour à nouveau, le webmaster écrivant qu'ils avaient entendu du matériel instrumental qui "sonnait comme Tool... dont certains rappellent les trucs précédents de Tool, avec d'autres parties poussant l'enveloppe" et qu'ils ont estimé que l'album était à moitié fait.  
Des problèmes extérieurs ont ralenti la progression de l'album au cours des années suivantes. En 2013, il a été signalé que deux accidents de scooter distincts ont blessé deux membres non divulgués du groupe, éliminant ainsi neuf jours de « jamming » prévus. Carey s'est révélé plus tard comme l'un des membres impliqués, notant qu'il avait été impliqué dans un accident de moto qui avait provoqué de multiples côtes fissurées, ce qui lui avait causé des douleurs qui ont ralenti l'enregistrement. Keenan a résumé les progrès de l'album à l'époque dans une analogie culinaire, expliquant que "Fondamentalement, il y a beaucoup d'idées. Il n'y a pas de chansons réelles ... Ce sont toujours des sortes de nouilles dans un grand panier. Beaucoup de nouilles, juste pas de plats."  En 2014, Jones et Carey ont révélé que des problèmes juridiques complexes et des batailles judiciaires découlant d'un procès de 2007 avaient également ralenti le processus. Les problèmes provenaient du procès d'un ami qui avait réclamé du crédit pour les illustrations que le groupe avait utilisées, mais qui avaient dégénéré après qu'une compagnie d'assurance impliquée ait poursuivi le groupe pour des détails techniques, ce qui a conduit le groupe à poursuivre ensuite la compagnie d'assurance. Les batailles et les retards constants devant les tribunaux, associés à d'autres obligations de la vie, ont limité le temps du groupe pour travailler sur la musique et ont épuisé les membres dans leur motivation à être créatifs et à écrire de la musique À l'époque, Carey a déclaré qu'une seule chanson était «à peu près terminée», une piste sans titre de dix minutes. En 2015, Jones a annoncé que les problèmes juridiques étaient complètement terminés. Deux chansons de l'album ont reçu des nominations aux Grammy Awards, le premier single "Fear Inoculum", pour le Grammy Award pour la meilleure chanson rock, et la chanson "7empest", qui a gagné le Grammy Award pour la meilleure performance métal.

## Albums studio
| Titre                                                                              | Détails de l'album                                                                                     | Meilleures positions dans les classements | Meilleures positions dans les classements | Meilleures positions dans les classements | Meilleures positions dans les classements | Meilleures positions dans les classements | Meilleures positions dans les classements | Meilleures positions dans les classements | Meilleures positions dans les classements | Meilleures positions dans les classements | Meilleures positions dans les classements | Ventes           | Récompenses                                                                       |
| Titre                                                                              | Détails de l'album                                                                                     | US                                        | AUS                                       | CAN                                       | FRA                                       | GER                                       | NLD                                       | NZ                                        | SWE                                       | SWI                                       | UK                                        | Ventes           | Récompenses                                                                       |
| ---------------------------------------------------------------------------------- | --- | ----------------------------------------- | ----------------------------------------- | ----------------------------------------- | ----------------------------------------- | ----------------------------------------- | ----------------------------------------- | ----------------------------------------- | ----------------------------------------- | ----------------------------------------- | ----------------------------------------- | ---------------- | --------------------------------------------------------------------------------- |
| Undertow                                                                           | - Sortie: 6 avril 1993 (US) - Label: Zoo - Formats: CD, Cassette audio, LP                             | 50                                        | 89                                        | 49                                        | 12                                        | -                                         | 89                                        | 17                                        | 47                                        | 23                                        | 20                                        | - US : 2.910.000 | - RIAA : 3 × platine - MC : Platine - RIANZ : Or                                  |
| Ænima                                                                              | - Sortie: 17 septembre 1996 (US) - Label: Zoo - Supports: CD, CS, LP                                   | 2                                         | 6                                         | 3                                         | 19                                        | 75                                        | 75                                        | 1                                         | 53                                        | 47                                        | 108                                       | - US: 3 429 000  | - RIAA: 3 × platine - ARIA : Platine - MC: Platine - RIANZ: Platine               |
| Lateralus                                                                          | - Sortie: 15 mai 2001 (US) - Label: Volcan - Supports: HDCD (sur la plupart des pressages), CD, CS, LP | 1                                         | 1                                         | 1                                         | 21                                        | 5                                         | 7                                         | 2                                         | 8                                         | 31                                        | 16                                        | - US: 2 609 000  | - RIAA: 2 × platine - ARIA: Platine - BPI : Or - MC: 2 × platine - RIANZ: Platine |
| 10,000 Days                                                                        | - Sortie: 2 mai 2006 (US) - Label: Volcan - Supports: CD, CS                                           | 1                                         | 1                                         | 1                                         | 7                                         | 2                                         | 1                                         | 1                                         | 2                                         | 3                                         | 4                                         | - US: 1.736.000  | - RIAA: Platine - ARIA: Platine - BPI : argent - MC: Platine - RIANZ: Platine     |
| Fear Inoculum                                                                      | - Sortie : 30 août 2019 - Label: Volcan - Supports:                                                    | 1                                         | 1                                         | 1                                         | 9                                         | 2                                         | 3                                         | 1                                         | 7                                         | 2                                         | 4                                         | - US: 388,000    | - RIAA: Gold                                                                      |
| "-" désigne un enregistrement qui n'a pas été classé ou diffusé sur ce territoire. | |                                           |                                           |                                           |                                           |                                           |                                           |                                           |                                           |                                           |                                           |                  |                                                                                   |

| Titre   | Détails de l'album                                           | Meilleures positions dans les classements | Meilleures positions dans les classements |
| Titre   | Détails de l'album                                           | US                                        | AUS                                       |
| ------- | ------------------------------------------------------------ | ----------------------------------------- | ----------------------------------------- |
| Salival | - Sortie: 12 décembre 2000 (US) - Label: Volcan - Format: CD | 38                                        | 29                                        |

## EP
| Titre  | Détails du PE                                                                | Meilleures positions dans les classements | Certifications  |
| Titre  | Détails du PE                                                                | USCat.                                    | Certifications  |
| ------ | ---------------------------------------------------------------------------- | ----------------------------------------- | --------------- |
| 72826  | - Sortie: 21 décembre 1991 (US) - Label: Toolshed Music - Supports: CS       | 24                                        |                 |
| Opiate | - Date de publication: 10 mars 1992 (US) - Label: Zoo - Supports: CD, CS, LP | 48                                        | - RIAA: Platine |

## Vidéos
| Titre                                                                              | Détails de l'album                                                   | Meilleures positions dans les classements | Meilleures positions dans les classements | Certifications      |
| Titre                                                                              | Détails de l'album                                                   | US Vidéo                                  | JPN DVD                                   | Certifications      |
| ---------------------------------------------------------------------------------- | -------------------------------------------------------------------- | ----------------------------------------- | ----------------------------------------- | ------------------- |
| Salival                                                                            | - Sortie: 12 décembre 2000 (US) - Label: Volcan - Supports: VHS, DVD | 1                                         | 19                                        |                     |
| Schism                                                                             | - Sortie: 20 décembre 2005 (US) - Label: Volcan - Supports: DVD      | 54                                        | 300                                       | - RIAA: Or          |
| Parabola                                                                           | - Sortie: 20 décembre 2005 (US) - Label: Volcan - Supports: DVD      | 12                                        | 1                                         | - RIAA: Or          |
| Vicarious                                                                          | - Sortie: 18 décembre 2007 (US) - Label: Volcan - Supports: DVD      | 21                                        | 77                                        | - RIAA: 2 × Platine |
| "-" désigne un enregistrement qui n'a pas été classé ou diffusé sur ce territoire. |                                                                      |                                           |                                           |                     |

### Vidéoclips
| Titre        | Année | Réalisateur(s)         |
| ------------ | ----- | ---------------------- |
| "Hush"       | 1992  | Ken Andrews            |
| "Sober"      | 1993  | Adam Jones, Fred Stuhr |
| "Prison Sex" | 1994  | Adam Jones,            |
| "Stinkfist"  | 1996  | Adam Jones,            |
| "Ænema"      | 1997  | Adam Jones,            |
| "Schism"     | 2001  | Adam Jones,            |
| "Parabola"   | 2002  | Adam Jones,            |
| "Vicarious"  | 2007  | Adam Jones, Alex Gray  |